# Paul de Tornada
Nota linguística: A grafia Paúl é bastante frequente, mas está, no entanto errada. As palavras portuguesas terminadas em -ul, tais como Raul, Saul ou Paul não carecem de acento gráfico..

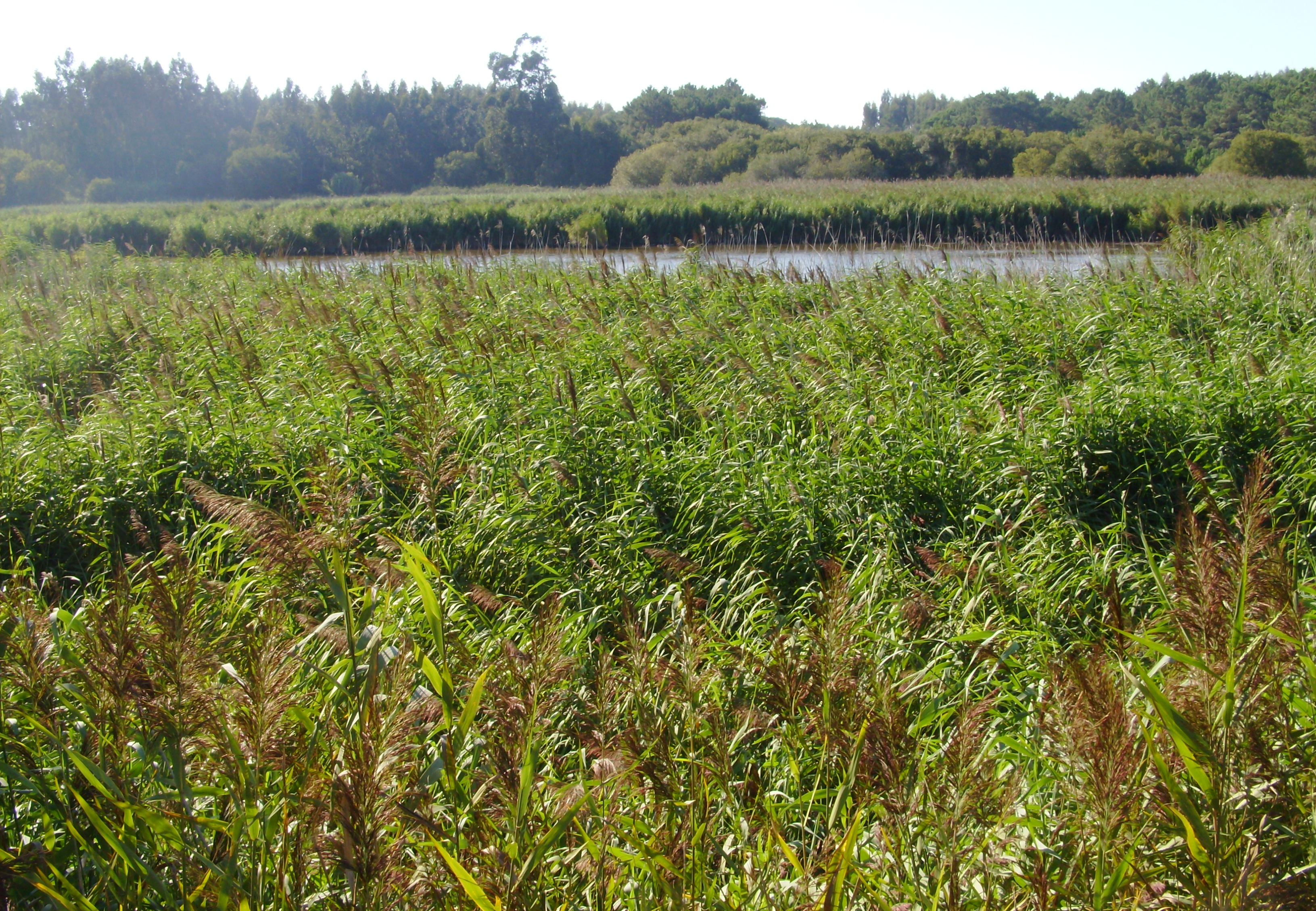
Paul de Tornada, Caldas da Rainha.

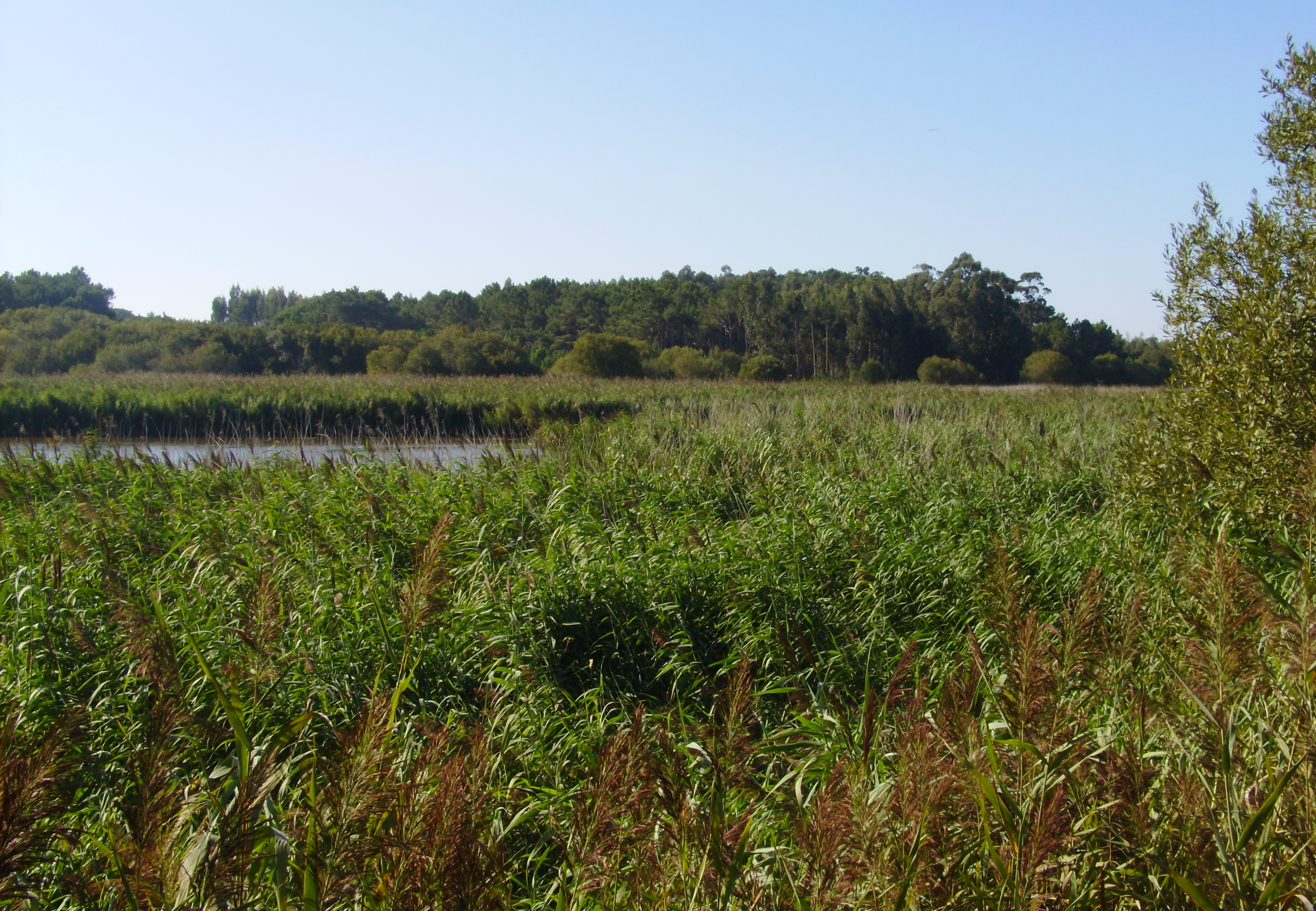
Paul de Tornada, Caldas da Rainha.

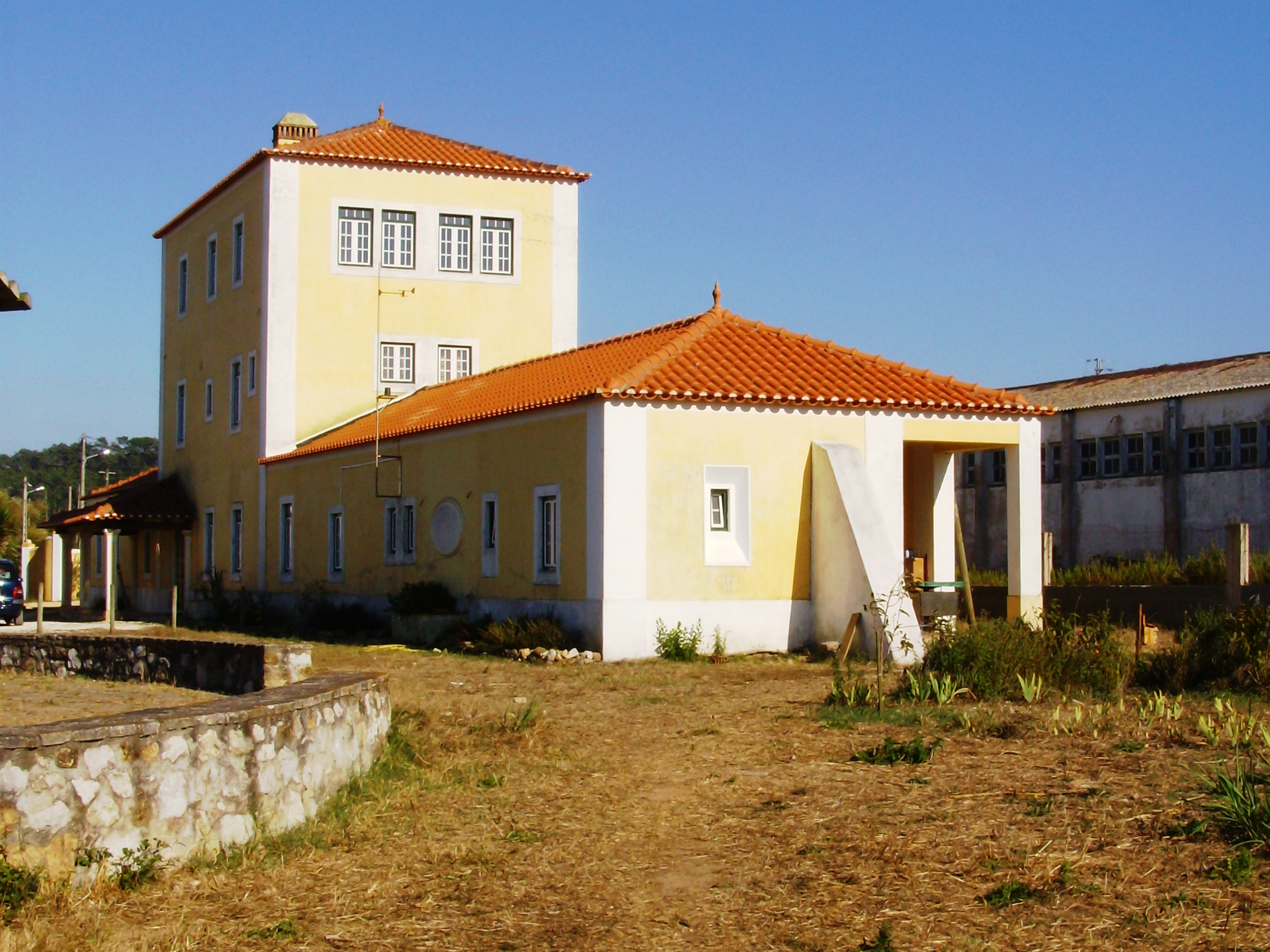
Paul de Tornada: Centro Ecológico Educativo.

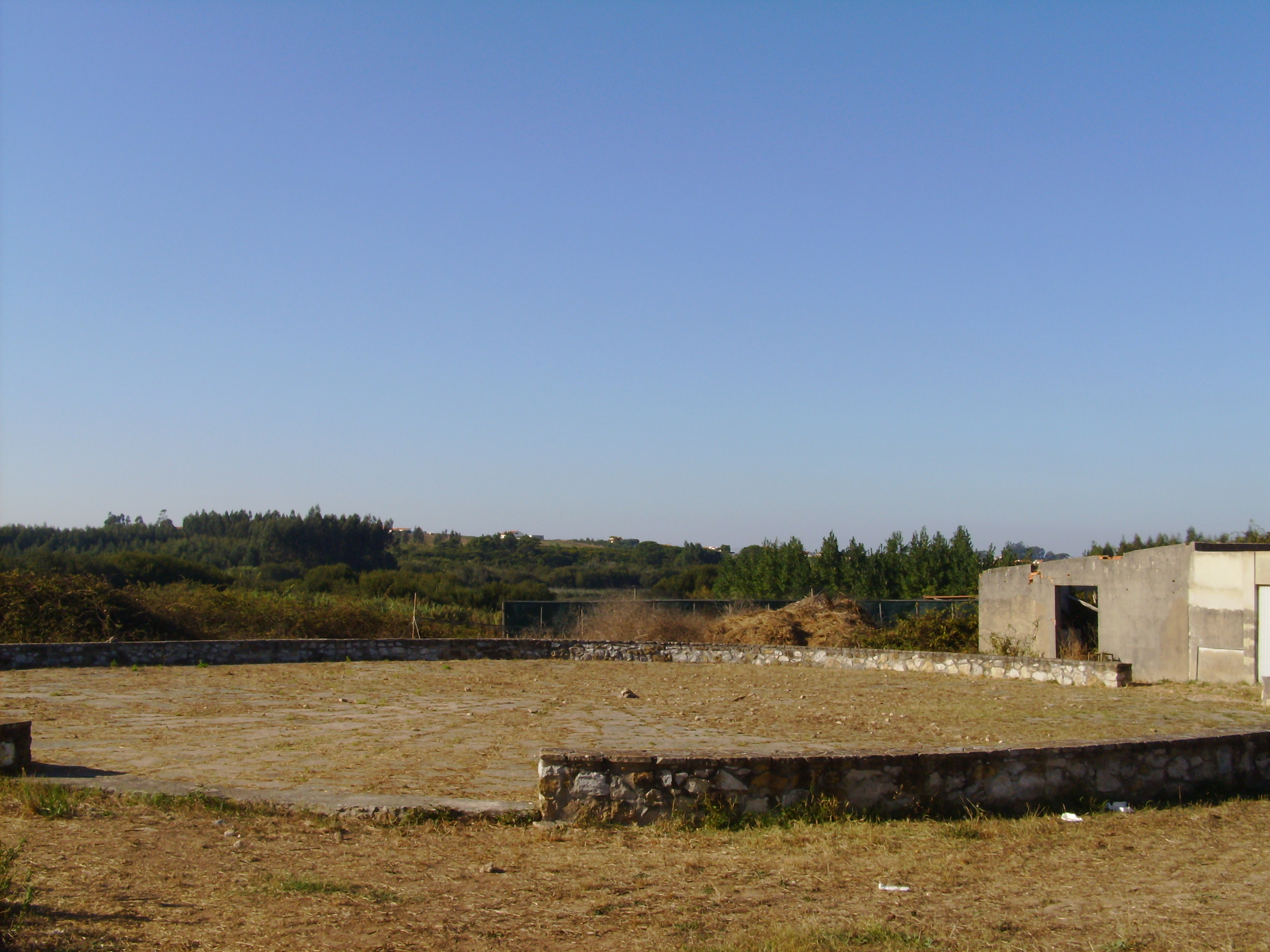
Paul de Tornada: antiga eira.

A Reserva Natural Local do Paul de Tornada localiza-se na freguesia de Tornada, no concelho de Caldas da Rainha, distrito de Leiria, em Portugal.  É um local classificado como sítio Ramsar
Constitui-se numa zona húmida com 53 hectares. É uma das poucas zonas apaludadas existentes no litoral Oeste do país, de onde a sua importância no contexto de conservação das espécies características destes habitats, na região. É um vestígio de um passado longínquo, em que o mar penetrava mais profundamente na faixa de sedimentos jurássicos do Vale Tifónico das Caldas da Rainha, e em que o rio de Tornada era navegável.

## História
Em meados do século XVI, Leonor de Avis, Rainha de Portugal deixou em testamento ao hospital termal que fundou, as rendas de terras de que era possuidora situadas em Tornada, entre as quais o então designado Paul da Boa Vista do Extremo.
Já no início do século XX, de acordo com antigos moradores da região, a área do Paul integrava uma vasta propriedade rural que, entre diversas culturas extensivas, aproveitava a área alagada para o plantio de arroz, chegando a empregar a mão-de-obra de mais de meio milhar de trabalhadores, nomeadamente mulheres, vindas de todo o país. O tamanho e importância da propriedade agrícola podem ainda hoje ser avaliadas pelas edificações e pela antiga eira, bem preservada.
Classificado como Sítio Ramsar desde 2001, em 2009 foi oficialmente criada a 'Reserva Natural Local do Paul de Tornada, passando esta zona húmida a integrar a Rede Nacional de Áreas Protegidas.
A Reserva Natural Local do Paul de Tornada é co-gerida pela Câmara Municipal das Caldas da Rainha, pelas ONGAS - GEOTA e Associação Pato e pelo ICNF.
Em 20 de Maio de 2000 foi inaugurado o Centro Ecológico Educativo do Paul da Tornada, um Equipamento para a Educação Ambiental e que funciona como centro de interpretação da Reserva Natural Local do Paul de Tornada, pelo então Secretário de Estado do Ambiente, Engenheiro Rui Gonçalves. O Centro Ecológico é co-gerido pelas ONGAS GEOTA (Grupo de Estudos de Ordenamento do Território e Ambiente)  e Associação Pato.

## Educação ambiental
O Grupo de Estudos de Ordenamento do Território e Ambiente (GEOTA) e a PATO, duas ONGA, dinamizam no Centro Ecológico e Educativo do Paul de Tornada, diversas atividades de Educação Ambiental para a Sustentabilidade, destinadas quer a alunos e professores dos vários níveis de ensino, quer à população em geral.
De entre as principais actividades destacam-se:
- Visitas de estudo guiadas ao Paul Tornada;
- Ateliers Pedagógicos temáticos;
- Caminhadas;
- Workshops temáticos;
- Cursos (e.g. agricultura biológica, apicultura biológica, ....)
- Formação de professores
- Produção de materiais didácticos de sensibilização ambiental
- Realização de palestras, debates e exposições
- Estágios
- Voluntariado

## Características
O Paul constitui-se numa área de terrenos planos e baixos, com cerca de 53 hectares, 25 ha dos quais permanentemente alagados. Essas características permitem incluí-lo na designação de "Zona Húmida", de acordo com a Convenção sobre as Zonas Húmidas de Importância Internacional (Convenção de Ramsar). É dotado de flora e fauna de considerável importância, sobretudo no que diz respeito às aves.
É local de desova e crescimento de muitos peixes, répteis e anfíbios bem como local de alimentação para diversas espécies, com destaque para as aves migratórias. Nele já foram recenseadas 122 espécies de vertebrados, das quais 66 estão protegidas pela Convenção sobre a Vida Selvagem e os Habitats Naturais na Europa (Convenção de Berna). Dessas, 15 são espécies ameaçadas que constam no Livro Vermelho dos Vertebrados de Portugal, como por exemplo o toirã e a lontra ("Lutra lutra") e o cágado-de-carapaça-estriada ("Emys orbicularis").

## Espécies

### Animais, répteis e anfíbios
Além da lontra e do cágado-de-carapaça-estriada, são encontradas outras espécies como o cágado-mediterrânico ("Mauremys leprosa"), a doninha, o texugo, o musaranho-de-dentes-vermelhos, o licranço, o lagarto-de-água, as relas ("Hyla arborea" e "Hyla meridionalis"), a cobra-de-colar, a cobra-de-água-viperina ("Natrix maura"), o lagarto-de-água ("Lacerta schreiberi").

### Peixes
Entre outras, destaca-se o Ruivaco ("Rutilus"), as enguias.

### Aves
O Paul de Tornada possui especial importância como ponto de paragem na rota migratória de muitas espécies que nidificam na Europa do Norte e rumam a África anualmente. No Paul nidificam a garça-pequena, a garça-vermelha ("Ardea purpurea"), o caimão-comum ("Porphyrio porphyrio") e o galeirão ("Fulica atra"), e as espécies exóticas tecelão-de-cabeça-preta e bico-de-lacre.
Entre as espécies insectívoras estivais, destacam-se o andorinhão-preto, a andorinha-das-chaminés, a andorinha-dos-beirais, o rouxinol-pequeno-dos-caniços, o rouxinol-grande-dos-caniços e a felosa-unicolor.
Entre as espécies migratórias que usam o Paul por apenas alguns dias por ano, para se alimentarem e descansar, incluem-se o pisco-de-peito-azul (espécie rara no país), a felosa-dos-juncos, o cartaxo-do-norte e a alvéola-amarela.
Das espécies invernantes salienta-se a franga-d'água-grande e, ocasionalmente o milhafre-preto e o tartaranhão-dos-pauis. São  encontrados com regularidade o peneireiro-cinzento, a coruja-das-torres, o açor e o gavião-da-europa, bem como o pato-real ("Anas platyrhynchos"), o pato-trombeteiro ("Anas clypeata"), a marrequinha-comum ("Anas crecca"), o mergulhão-pequeno ("Tachybaptus ruficollis"), a garça-cinzenta ("Ardea cinerea"), entre outros.

### Flora
Nas áreas mais altas a vegetação predominante é composta por salgueiros (Salix sp.), carvalhos (Quercus sp.), pilriteiros (Crataegus monogyna), alguns eucaliptos ("Eucalyptus globulus") e pinheiros-bravos ("Pinus pinaster").
Junto às valas, nos locais temporariamente alagados, predominam lírios-dos-pântanos ("Iris pseudacorus") e tabúas ("Typha latifolia" e "Typha angustifolia"). Nos terrenos baixos e planos encontram-se predominantemente canas ("Arundo plinii" e "Arundo donax") e caniços ("Phragmites australis"), bem como exemplares de salgueiros ("Salix atrocinera" e "Salix alba") e choupos ("Populus nigra").
Na zona permanentemente alagada, em áreas de água livre, mais profundas, que constituem pequenas lagoas no centro do paul, as espécies vegetais mais abundantes são o "Polygonum amphibium" e o "Ceratophyllum demersum". Encontram-se ainda a lentilha de água ("Lemna minor"), o bunho ("Scirpus lacustris").